# IC 4359
IC 4359 ist eine kompakte Spiralgalaxie vom Hubble-Typ Sc im Sternbild Zentaur am Südsternhimmel. Sie ist rund 178 Millionen Lichtjahre von der Milchstraße entfernt und hat einen Durchmesser von etwa 55.000 Lichtjahren.
Das Objekt wurde im Jahr 1899 von DeLisle Stewart entdeckt.